# Český svaz mariáše
Český svaz mariáše, občanské sdružení (zkratka ČSM) je spolek, jehož základním cílem je šířit povědomí o dovednostní karetní hře mariáš a pořádat v něm organizované soutěže. Jako občanské sdružení je založen na členském principu.
Základním dokumentem svazu jsou Stanovy ČSM. Vnitřní uspořádání ČSM je dáno navazujícím dokumentem Organizační řád.
Vrcholným orgánem svazu je Konference delegátů, jež se schází jednou ročně před zahájením dalšího ročníku celoročních soutěží. Svaz je organizačně rozdělen do tzv. sekcí, z nichž každá spravuje jeden druh mariáše a v mnoha ohledech je svébytným subjektem (např. ve věci kodifikace pravidel). Nejvyšším výkonným orgánem je předsednictvo sestávající ze stálých členů volených Konferencí delegátů na funkční období 3 let a z nestálých členů, jež jsou delegováni vedením jednotlivých sekcí. Nižšími výkonnými orgány jsou výbory jednotlivých sekcí volené sekčními konferencemi delegátů. V čele svazu stojí předseda volený z řad stálých členů předsednictva. Předsednictvo řídí činnost svazu, rozhoduje o finančních otázkách a stanovuje společná rámcová pravidla pro pořádání soutěží pod hlavičkou svazu. Do vlastních pravidel a soutěžních řádů jednotlivých soutěží již nezasahuje, ty jsou plně v kompetenci sekčních výborů.
Svébytnou složkou Českého svazu mariáše je tzv. "Přidružená soutěž". Status přidružené soutěže může získat jakákoliv organizovaná skupina zabývající se pořádáním mariášových turnajů, která si chce zachovat svoje specifika (pravidla, soutěžní řády), ale která se zároveň chce aktivně zapojit do dění zastřešovaného svazem a profitovat z jeho možností jako vrcholné organizace českého mariáše.
Český svaz mariáše je veřejně prospěšnou sportovní organizací zapojenou do struktur českého organizovaného sportu jako přidružený sportovní svaz České unie sportu.

## Předsedové
- Alois Václavík
- Marek Polka (2009 – nyní)